# Spring (single álbum de Park Bom)
Spring é o álbum single de estreia da cantora sul-coreana Park Bom lançada em 13 de março de 2019 pelo D-Nation.  "Spring" foi lançado como o primeiro single do EP em 13 de março de 2019, juntamente com a estreia de seu videoclipe.  A canção foi produzida por Brave Brothers e foi descrita como uma "canção R&B de ritmo médio".  Além disso, "Spring" traz os vocais da ex-colega de grupo de Park, Sandara Park.  Spring foi relançado como um extended play intitulada "re: Blue Rose" em 2 de maio de 2019.  O single principal intitulado "4:44" foi produzido pelos Brave Brothers mais uma vez e contou com os vocais de Wheein do girl group MAMAMOO. 

## Performances ao vivo
A música título (Spring) foi tocada pela primeira vez durante o evento showcase de Spring, que aconteceu no mesmo dia de seu lançamento. 

## Desempenho Comercial
"Spring" estreou em segundo lugar na parada de venda da World Digital Song da Billboard como a canção de K-pop mais vendida e a nova entrada de maior sucesso daquela semana. 

## Lista de músicas
Créditos adaptados de Tidal. 
| N.º            | Título                           | Letras                             | Música                   | Duração |  |
| 1.             | "Spring (봄 feat. Sandara Park)" | Brave Brothers Red Cookie Charcoal | Brave Brothers Charcoal  | 4:03    |  |
| 2.             | "My lover"                       | Red Cookie Brave Brothers Charcoal | Brave Brothers Charcoal  | 3:26    |  |
| 3.             | "Shameful"                       | Brave Brothers Two Champ           | Brave Brothers Two Champ | 3:33    |  |
| Duração total: | Duração total:                   | Duração total:                     | Duração total:           | 11:02   |  |

re:BLUE ROSE 
| N.º            | Título                                         | Letras                             | Música                   | Duração |  |
| 1.             | "4:44 (4시 44분 feat. Wheein)"                 | Red Cookie Brave Brothers          | Mabus Brave Brothers     | 3:44    |  |
| 2.             | "Spring (Reggae Version) (feat. Sandara Park)" | Red Cookie Brave Brothers Charcoal | Brave Brothers Charcoal  | 3:42    |  |
| 3.             | "My lover"                                     | Red Cookie Brave Brothers Charcoal | Brave Brothers Charcoal  | 3:26    |  |
| 4.             | "Shameful"                                     | Brave Brothers Two Champ           | Brave Brothers Two Champ | 3:33    |  |
| 5.             | "Spring (Ballad Version) (feat. Park Goeun)"   | Red Cookie Brave Brothers Charcoal | Brave Brothers Charcoal  | 4:35    |  |
| Duração total: | Duração total:                                 | Duração total:                     | Duração total:           | 19:00   |  |

## Gráficos
| Gráfico (2019)             | Melhores posições nas paradas |
| -------------------------- | ----------------------------- |
| South Korean Albums (Gaon) | 2                             |

### Singles
| Gráfico (2019)                          | Melhores posições nas paradas |
| --------------------------------------- | ----------------------------- |
| New Zealand Hot Singles (RMNZ)          | 39                            |
| South Korea (Gaon)                      | 3                             |
| South Korea (K-pop Hot 100)             | 4                             |
| US World Digital Song Sales (Billboard) | 2                             |

| Gráfico (2019)     | Posição |
| ------------------ | ------- |
| South Korea (Gaon) | 80      |

"4:44 (4시 44분)"
| Gráfico(2019)              | Melhores posições nas paradas |
| -------------------------- | ----------------------------- |
| South Korea (Gaon)         | 84                            |
| South Korea (Kpop Hot 100) | 78                            |

## Prêmios e indicações
| Ano  | Prêmio                  | Categoria                     | Trabalho nomeado | Resultado | Ref.          |
| ---- | ----------------------- | ----------------------------- | ---------------- | --------- | ------------- |
| 2019 | Mnet Asian Music Awards | Song of the Year              | "Spring"         | Indicado  | [ 15 ]        |
| 2019 | Mnet Asian Music Awards | Best Vocal Performance (Solo) | "Spring"         | Indicado  | [ 15 ]        |
| 2019 | Melon Music Awards      | Best R&B/Soul                 | "Spring"         | Indicado  |               |
| 2020 | Gaon Chart Music Awards | Song of the Year (March)      | "Spring"         | Indicado  |               |
| 2020 | Seoul Music Awards      | R&B/Hip Hop Award             | "Spring"         | Indicado  | [ 16 ] [ 17 ] |